# Švicarci u Urugvaju
Švicarci u Urugvaju su osobe u Urugvaju s punim, djelomičnim, ili većinskim švicarskim podrijetlom, ili u Švicarskoj rođene osobe s prebivalištem u Urugvaju. Procjenjuje se da u Urugvaju živi oko tisuću švicarskih iseljenika i njihovih potomaka. 

## Povijest
Godine 1862. švicarski useljenici na području Urugvaja osnivaju grad Nueva Helvecia, izvorno nazvan Nueva Suiza.
Godine 2008. u Urugvaju je boravilo 956 ljudi koji imaju švicarsku putovnicu.

## Poznati pripadnici
- José Belloni (1882. – 1965.), kipar
- Roque Gastón Máspoli (1917. – 2004.), nogometaš i trener
- Juan José Morosoli (1899. – 1959.), književnik
- Bernardo Poncini (1814. – 1874.), arhitekt
- Matías Vitkieviez (1985.), nogometaš

## Poveznice
- Nueva Helvecia